# Fiandre francesi

Bandiera delle Fiandre francesi

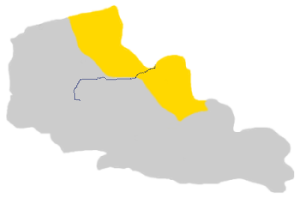
Le Fiandre francesi in rapporto alla ex regione amministrativa Nord-Passo di Calais, attraversate dal Lys

Le Fiandre francesi (in francese  Flandre française; in olandese Frans-Vlaanderen; in fiammingo occidentale Frans-Vloandern) sono una regione storica della Francia.
Coincidono alla porzione della Contea delle Fiandre che nel 1795 fu annessa alla Francia e in cui, anche in seguito, si continuò a parlare un dialetto fiammingo della lingua olandese. Oggi ricadono nel dipartimento del Nord (nella regione Alta Francia).
Le Fiandre francesi corrispondono agli arrondissement di:
- Lilla con 126 comuni, 5.743 km² e 2.576.240 ab.
- Douai con 67 comuni, 476,81& km² e 246.987 ab.
- Dunkerque con 115 comuni, 1.443 km² e 379.702 ab.

## Storia
Parte della Contea delle Fiandre parte dei Paesi Bassi meridionali (Impero spagnolo), nel 1659 passarono alla Francia in seguito alla Pace dei Pirenei in conclusione della Guerra franco-spagnola e diventarno parte del dipartimento delle Fiandre e Hainaut (Flandre et Hainaut).
Nel 1914 e nel 1940 vennero occupate dai tedeschi, ma alla fine delle due guerre mondiali tornarono alla Francia.

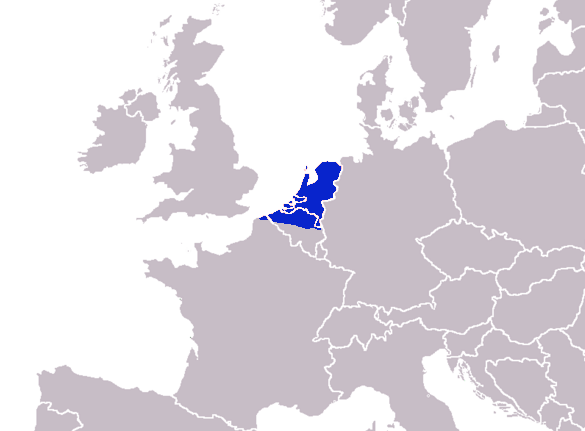
Area di diffusione della lingua olandese

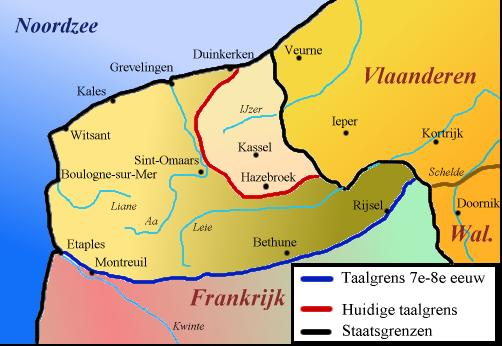
Regressione della lingua olandese nella Francia settentrionale: la linea blu è la situazione nel Settecento-Ottocento, la linea rossa la situazione odierna, la linea nera l'attuale confine franco-belga

## Lingua
L'unica lingua ufficiale è il francese, ma gran parte della popolazione parlava, soprattutto fino a poco tempo fa in maggioranza, il dialetto fiammingo occidentale dell'olandese. La minoranza francofona parla il piccardo.
I parlanti abituali di fiammingo nel 1993 erano solo 10.000; attualmente sono circa 20.000 i parlanti abituali di fiammingo e 40.000 i parlanti occasionali. Molte scuole nella regione insegnano il fiammingo nelle scuole, sforzandosi di far rivivere o quantomeno sopravvivere la lingua storica della regione.
Di seguito un elenco dei comuni della Francia dove l'olandese (fiammingo occidentale) è parlata dalla maggior parte della popolazione:
| Nome ufficiale    | Nome olandese   | Abitanti |
| ----------------- | --------------- | -------- |
| Borre             | Borre           | 575      |
| Caëstre           | Kaaster         | 2.034    |
| Eecke             | Eke             | 1.249    |
| Flêtre            | Vleteren        | 912      |
| Hazebrouck        | Hazebroek       | 22.218   |
| Saint-Jans-Cappel | Sint-Janskappel | 1.607    |

## Nazionalismo
Il Partito per la Libertà olandese e i partiti fiamminghi belgi Interesse Fiammingo e Nuova Alleanza Fiamminga spingono per un'unione di tutte le Fiandre ai Paesi Bassi.